# Dundurrabin
Dundurrabin är en ort i Australien. Den ligger i kommunen Clarence Valley och delstaten New South Wales, i den sydöstra delen av landet, omkring 430 kilometer norr om delstatshuvudstaden Sydney. Orten hade 97 invånare år 2016.
Närmaste större samhälle är Deer Vale, omkring 17 kilometer söder om Dundurrabin.